# Hypothyris polymnides
Hypothyris polymnides är en fjärilsart som beskrevs av Richard Haensch 1905. Hypothyris polymnides ingår i släktet Hypothyris och familjen praktfjärilar. Inga underarter finns listade i Catalogue of Life.